# Manon Veenstra
Manon Veenstra (n. 6 iulie 1998, Zwolle, Țările de Jos) este o ciclistă de performanță ce a reprezentat Regatul Țărilor de Jos, medaliată olimpică. A participat la o ediție a Jocurilor Olimpice (2024) în care a câștigat o medalie de argint.

## Participări
Lista de mai jos prezintă principalele competiții la care a participat Manon Veenstra de-a lungul carierei.
- Ciclism la Jocurile Olimpice de vară din 2024 - Cursa feminină BMX